# Prva slovenska nogometna liga 2003-2004
La Prva slovenska nogometna liga 2003-2004 (in lingua italiana: Primo campionato calcistico sloveno 2003-2004), detta anche Si.mobil Vodafone liga 2003-2004 per motivi di sponsorizzazione, abbreviata in 1. SNL 2003-2004, è stata la tredicesima edizione della massima serie del campionato di calcio sloveno, disputata tra il 20 luglio 2003 e il 30 maggio 2004 e conclusa con la vittoria del Gorica, al suo secondo titolo.
Capocannoniere del torneo fu Dražen Žeželj (NK Lubiana/Primorje), con 19 reti.
Nel ranking UEFA 2003-04, la 1. SNL si piazzò al 25º posto (28º nel quinquennale 1999-2004).

## Formula
Le partecipanti furono sempre 12 ma cambiò la formula rispetto alle stagioni precedenti: dopo una prima fase in cui le squadre si incontrarono in un turno di andata e ritorno per un totale di 22 partite, le prime sei giocarono il girone per il titolo (Liga za prvaka) con ulteriori 10 partite partendo dai punti conquistati nella prima fase, mentre le ultime sei con lo stesso sistema il girone per evitare la retrocessione (Liga za obstanek). L'ultima fu retrocessa in Druga slovenska nogometna liga e la penultima disputò uno spareggio contro la seconda della druga liga per la permanenza nella massima serie.
Le squadre qualificate alle coppe europee furono quattro: i campioni alla UEFA Champions League 2004-2005, la seconda classificata e la vincitrice della coppa nazionale alla Coppa UEFA 2004-2005 e un ulteriore club alla Coppa Intertoto 2004.

## Squadre partecipanti
| Squadra                 | Città           | Stadio              | Stagione 2002-03 | Stagione 2002-03 |
| Squadra                 | Città           | Stadio              | Pos.             | Divisione        |
| ----------------------- | --------------- | ------------------- | ---------------- | ---------------- |
| Maribor Pivovarna Laško | Maribor         | Stadion Ljudski vrt | 1°               | 1. SNL           |
| CMC Publikum            | Celje           | Arena Petrol        | 2°               | 1. SNL           |
| KD Olimpija             | Lubiana         | Stadio Bežigrad     | 3°               | 1. SNL           |
| Esotech Šmartno         | Šmartno ob Paki | Stadion Šmartno     | 4º               | 1. SNL           |
| FC Koper                | Capodistria     | Stadio Bonifika     | 5°               | 1. SNL           |
| Primorje                | Aidussina       | Mestni stadion      | 6°               | 1. SNL           |
| Koroška Dravograd       | Dravograd       | Športni center      | 7°               | 1. SNL           |
| ND Gorica               | Nova Gorica     | Stadio Športni Park | 8°               | 1. SNL           |
| Mura                    | Murska Sobota   | Stadio Fazanerija   | 9°               | 1. SNL           |
| Viator&Vektor Ljubljana | Lubiana         | Stadion ŽŠD         | 10º              | 1. SNL           |
| Domžale                 | Domžale         | Športni park        | 1°               | 2. SNL           |
| Kumho Drava             | Ptuj            | Mestni stadion      | 2º               | 2. SNL           |

## Classifiche

### Prima fase
|                     | Pos. | Squadra         | Pt | G  | V  | N | P  | GF | GS | DR  |
| ------------------- | ---- | --------------- | -- | -- | -- | - | -- | -- | -- | --- |
|                     | 1.   | Gorica          | 42 | 22 | 12 | 6 | 4  | 46 | 21 | +25 |
|                     | 2.   | Olimpia Lubiana | 41 | 22 | 12 | 5 | 5  | 42 | 27 | +15 |
|                     | 3.   | Maribor         | 41 | 22 | 12 | 5 | 5  | 29 | 23 | +6  |
|                     | 4.   | Primorje        | 38 | 22 | 10 | 8 | 4  | 49 | 25 | +24 |
|                     | 5.   | Koper           | 37 | 22 | 10 | 7 | 5  | 28 | 17 | +11 |
|                     | 6.   | Mura            | 34 | 22 | 10 | 4 | 8  | 41 | 41 | 0   |
|                     | 7.   | Celje           | 28 | 22 | 8  | 4 | 10 | 43 | 36 | +7  |
|                     | 8.   | Šmartno ob Paki | 26 | 22 | 6  | 8 | 8  | 27 | 35 | −8  |
|                     | 9.   | Domžale         | 24 | 22 | 7  | 3 | 12 | 26 | 42 | −16 |
|                     | 10.  | NK Lubiana      | 19 | 22 | 5  | 4 | 13 | 22 | 44 | −22 |
|                     | 11.  | Dravograd       | 19 | 22 | 5  | 4 | 13 | 24 | 47 | −23 |
|                     | 12.  | Drava Ptuj      | 15 | 22 | 3  | 6 | 13 | 23 | 42 | −19 |
| Fonte: wildstat.com |      |                 |    |    |    |   |    |    |    |     |

Legenda:
      Ammessa al gruppo per il titolo
      Ammessa al gruppo per la salvezza
Note:

Tre punti a vittoria, uno a pareggio, zero a sconfitta.

### Classifica finale
Dato che all'Olimpia Lubiana è stata rifiutata la licenza UEFA per il mancato pagamento degli stipendi dei giocatori in tempo, ed anche Koper e Mura non hanno ottenuto tale licenza, il Primorje ottiene un posto nella Coppa UEFA 2004-2005.
|                        | Pos. | Squadra         | Pt | G  | V  | N  | P  | GF | GS | DR  |
| ---------------------- | ---- | --------------- | -- | -- | -- | -- | -- | -- | -- | --- |
| GRUPPO PER IL TITOLO   |      |                 |    |    |    |    |    |    |    |     |
| Slovenia (bandiera)    | 1.   | Gorica          | 56 | 32 | 15 | 11 | 6  | 55 | 29 | +26 |
|                        | 2.   | Olimpia Lubiana | 55 | 32 | 16 | 7  | 9  | 59 | 39 | +20 |
|                        | 3.   | Maribor         | 54 | 32 | 15 | 9  | 8  | 41 | 34 | +7  |
|                        | 4.   | Koper           | 50 | 32 | 13 | 11 | 8  | 41 | 32 | +9  |
|                        | 5.   | Mura            | 49 | 32 | 14 | 7  | 11 | 53 | 54 | −1  |
|                        | 6.   | Primorje        | 48 | 32 | 12 | 12 | 8  | 59 | 36 | +23 |
| GRUPPO PER LA SALVEZZA |      |                 |    |    |    |    |    |    |    |     |
|                        | 7.   | Domžale         | 41 | 32 | 11 | 8  | 13 | 47 | 53 | −6  |
|                        | 8.   | Šmartno ob Paki | 40 | 32 | 10 | 10 | 12 | 43 | 48 | −5  |
|                        | 9.   | Celje           | 39 | 32 | 11 | 6  | 15 | 61 | 52 | −9  |
|                        | 10.  | NK Lubiana (−3) | 39 | 32 | 12 | 6  | 14 | 38 | 53 | −15 |
|                        | 11.  | Drava Ptuj      | 28 | 32 | 7  | 7  | 18 | 34 | 60 | −26 |
|                        | 12.  | Dravograd (−1)  | 24 | 32 | 7  | 4  | 21 | 35 | 73 | −38 |
| Fonte: wildstat.com    |      |                 |    |    |    |    |    |    |    |     |

Legenda:
      Campione di Slovenia e qualificato alla UEFA Champions League 2004-2005
      Qualificato alla Coppa UEFA 2004-2005.
      Ammesso alla Coppa Intertoto UEFA 2004.
  Partecipa allo spareggio.
  Retrocesso direttamente.
      Retrocesso in 2. SNL 2004-2005.
      Escluso dal campionato.
Regolamento:
Tre punti a vittoria, uno a pareggio, zero a sconfitta.

#### Spareggio
Il Drava Ptuj incontrò il Bela Krajina, secondo in 2. SNL 2003-2004, con gare di andata e ritorno. Pareggiò entrambe le partite e rimase in massima serie grazie alla regola del gol fuori casa
| Ptuj 9 giugno 2004, ore 17:00 Andata | Drava Ptuj | 0 – 0 referto | Bela Krajina | Mestni stadion |

| Črnomelj 13 giugno 2004, ore 17:00 Ritorno             | Bela Krajina | 1 – 1 referto | Drava Ptuj | Stadion Loka (1 000 spett.) |
| \| \| \| \| \| Fartek 48’ \| Marcatori \| 68’ Zilić \| |              |               |            |                             |
|                                                        |              |               |            |                             |
| Fartek 48’                                             | Marcatori    | 68’ Zilić     |            |                             |

## Risultati
|                     | Gor  | Oli  | Mar  | Pri  | Kop  | Mur  | Cel  | Šma  | Dom  | Lub  | Dra  | Ptu  |
| ------------------- | ---- | ---- | ---- | ---- | ---- | ---- | ---- | ---- | ---- | ---- | ---- | ---- |
| Gorica              | –––– | 5–1  | 2–0  | 2–1  | 0–0  | 6–1  | 1–4  | 3–1  | 3–0  | 5–0  | 1–1  | 3–0  |
| Gorica              | –––– | 1–0  | 1–1  | 0–0  | 2–0  | 0–0  | —    | —    | —    | —    | —    | —    |
| Olimpia             | 0–3  | –––– | 6–1  | 1–0  | 2–1  | 2–1  | 2–2  | 3–0  | 4–1  | 0–0  | 4–0  | 1–0  |
| Olimpia             | 2–1  | –––– | 1–2  | 3–0  | 2–2  | 2–1  | —    | —    | —    | —    | —    | —    |
| Maribor             | 1–0  | 0–0  | –––– | 2–1  | 1–0  | 3–3  | 3–0  | 1–2  | 1–0  | 2–1  | 1–0  | 4–1  |
| Maribor             | 1–2  | 0–0  | –––– | 1–1  | 3–1  | 1–0  | —    | —    | —    | —    | —    | —    |
| Primorje            | 2–2  | 4–2  | 0–0  | –––– | 5–2  | 4–0  | 2–2  | 3–2  | 6–0  | 3–0  | 2–2  | 0–0  |
| Primorje            | 2–0  | 1–2  | 2–2  | –––– | 3–0  | 1–2  | —    | —    | —    | —    | —    | —    |
| Koper               | 2–0  | 1–1  | 0–1  | 0–2  | –––– | 1–1  | 0–0  | 1–1  | 2–1  | 1–0  | 3–0  | 3–0  |
| Koper               | 1–1  | 2–1  | 1–0  | 0–0  | –––– | 4–1  | —    | —    | —    | —    | —    | —    |
| Mura                | 2–2  | 0–4  | 1–2  | 4–3  | 0–1  | –––– | 3–2  | 3–1  | 3–1  | 0–1  | 3–1  | 1–0  |
| Mura                | 1–1  | 2–1  | 2–1  | 1–0  | 2–2  | –––– | —    | —    | —    | —    | —    | —    |
| Celje               | 2–1  | 1–2  | 1–2  | 2–4  | 0–1  | 3–2  | –––– | 5–0  | 1–1  | 3–1  | 2–3  | 3–1  |
| Celje               | —    | —    | —    | —    | —    | —    | –––– | 2–1  | 1–3  | 1–2  | 5–1  | 0–1  |
| Šmartno             | 0–0  | 1–1  | 0–0  | 1–1  | 0–0  | 0–3  | 2–0  | –––– | 2–3  | 3–1  | 2–1  | 1–1  |
| Šmartno             | —    | —    | —    | —    | —    | —    | 3–2  | –––– | 1–1  | 3–1  | 2–0  | 3–0  |
| Domžale             | 0–1  | 2–1  | 0–1  | 0–0  | 0–3  | 0–1  | 1–5  | 2–1  | –––– | 1–1  | 3–0  | 3–2  |
| Domžale             | —    | —    | —    | —    | —    | —    | 2–2  | 2–2  | –––– | 0–0  | 4–1  | 5–0  |
| Lubiana             | 1–1  | 0–1  | 2–1  | 0–4  | 1–4  | 0–4  | 2–1  | 2–3  | 3–0  | –––– | 1–3  | 0–0  |
| Lubiana             | —    | —    | —    | —    | —    | —    | 2–1  | 1–0  | 1–1  | –––– | 2–1  | 2–1  |
| Dravograd           | 0–1  | 1–0  | 2–1  | 1–1  | 0–1  | 2–2  | 2–1  | 1–4  | 1–5  | 1–3  | –––– | 1–3  |
| Dravograd           | —    | —    | —    | —    | —    | —    | 1–4  | 2–1  | 0–2  | 1–2  | –––– | 3–1  |
| Ptuj                | 2–4  | 3–4  | 1–1  | 0–1  | 1–1  | 2–3  | 0–3  | 0–0  | 0–2  | 3–2  | 3–1  | –––– |
| Ptuj                | —    | —    | —    | —    | —    | —    | 0–0  | 2–0  | 3–1  | 0–3  | 3–1  | –––– |
| Fonte: wildstat.com |      |      |      |      |      |      |      |      |      |      |      |      |

## Statistiche

### Classifica marcatori
| Pos.               | Giocatore         | Squadra                 | Reti |
| ------------------ | ----------------- | ----------------------- | ---- |
| 1                  | Dražen Žeželj     | NK Lubiana/Primorje     | 19   |
| 2                  | Marko Kmetec      | Olimpia Lubiana         | 16   |
| 3                  | Alen Mujanovič    | Maribor/Šmartno ob Paki | 15   |
| 3                  | Mladen Kovačevič  | Gorica                  | 15   |
| 5                  | Marko Vogrič      | Primorje                | 14   |
| 6                  | Saša Jakomin      | Koper                   | 13   |
| 6                  | Romano Obilinović | Mura                    | 13   |
| 8                  | Damir Pekič       | Maribor                 | 12   |
| 8                  | Mitja Brulc       | Celje                   | 12   |
| 10                 | Anton Žlogar      | Olimpia Lubiana         | 11   |
| Fonte: prvaliga.si |                   |                         |      |